# Jean Flori
Jean Flori (Lillebonne, 7 aprile 1936 – Carnac, 18 aprile 2018) è stato un medievista francese.

## Biografia
Discepolo di Georges Duby, Jean Flori è stato uno specialista della cavalleria medievale, alla quale ha dedicato la sua tesi di dottorato, presentata nel 1981.
Figlio di un pellettiere e di una direttrice di scuola, Jean Flori studiò ingegneria all'École Breguet di Parigi. Concluse gli studi poco prima del diploma per dedicarsi all'insegnamento. Divenuto membro della Chiesa avventista del settimo giorno, intraprese gli studi teologici presso il seminario avventista di Collonges-sous-Salève, mentre impartiva lezioni di matematica al liceo dell'istituto. Divenuto professore di teologia nel 1964, intraprese contemporaneamente gli studi di storia medievale presso l'Università di Grenoble, laureandosi nel 1968. Nel 1970 incontra il professor Georges Duby, che diventerà il suo relatore di tesi.
La sua tesi di stato è intitolata Chevalerie et idéologie chevaleresque. Étude de la formation du concept de chevalerie jusqu'au début du XIIIe siècle (Cavalleria e ideologia cavalleresca. Studio della formazione del concetto di cavalleria fino all'inizio del XIII secolo).
Ha conseguito un dottorato in lettere e scienze umane (Pantehéon - Sorbona, 1981) ed è stato direttore di ricerca presso il CNRS, Centre d'études supérieures de civilisation médiévale a Poitiers specializzato nei secoli XI e XII e nelle ideologie belliche (cavalleria, crociata, guerra santa, jihad, escatologia).
Flroi è sepolto presso il cimitero di Père-Lachaise.

## Pubblicazioni
- Évolution ou création? [in collaborazione con Henri Rasolofomasoandro], Dammarie-les-Lys, (editore SDT), 1974, 381 p.
- L'Idéologie du glaive. Préhistoire de la chevalerie, Genève, (éd. Droz), 1983, 205 p. (prefazione di Georges Duby).
- L'Essor de la chevalerie, XIe et XIIe siècles, Genève, (éd. Droz), 1986, 416 p. (prefazione di Léopold Génicot).
- La Première Croisade. L'occident chrétien contre l'Islam, Bruxelles, (editore Complexe), 1992, 290 p., (seconda edizione nel 1997, terza edizione nel 2001) ISBN 2-87027-436-X.
- La Chevalerie en France au Moyen Âge, Paris, PUF, coll. « Que sais-je ? », n° 972, 1995, 128 p.
  - Tradotto in polacco (1999) e in giapponese (2000).
- Chevaliers et chevalerie au Moyen Âge, Paris, Hachette, coll. « La Vie quotidienne » 1998, 307 p. (seconda edizione nel 2004) ISBN 2-7028-1905-2.
  - (IT) Jean Flori, Cavalieri e cavalleria nel medioevo, Einaudi, Torino 1999, ISBN 9788806151515.
  - tradotto in spagnolo  (2001), in polacco (2003), in russo (2006), e ceco (2008).
- La Chevalerie, Paris, (éd. Gisserot), 1998, 128 p. ISBN 2-87747-345-7.
  - (IT) Jean Flori, La cavalleria medievale, a cura di Serena Morelli, traduzione di Renato Riccardi, Bologna, il Mulino, 2016, ISBN 978-88-15-26607-1.
  - Tradotto in spagnolo (2001), in italiano (2002) e in portoghese (2005).
- Croisade et chevalerie, Louvain, (éd. De Boeck-Wesmael), 1998, 433 p. ISBN 2-8041-2792-3ISBN 2-8041-2792-3).
- Brève histoire de la chevalerie, Gavaudan, (éd. Fragile), 1999.
  - Tradotto in inglese (1999).
- Pierre l'Ermite et la première croisade, Paris, (éd. Fayard), 1999, 647 p. ; premio Histoire et sociologie dell'anno 2000 dell'Accademia francese ISBN 2-213-60355-3.
  - Tradotto in spagnolo (2006).
- Richard Cœur de lion, le roi-chevalier, Paris, (éd. Payot), 1999, 597 p. ISBN 2-228-89272-6.
  - (IT) Jean Flori, Riccardo Cuor di Leone. Il re cavaliere, Torino, Einaudi, 2002, ISBN 978-88-06-16925-1.
  - Tradotto in italiano (2002 e 2006), in spagnolo (2002) e in inglese (2004).
- La Guerre sainte. La formation de l'idée de croisade dans l'Occident chrétien, Paris, (editore Aubier-Flammarion), 2001, 406 p. ISBN 2-7028-4475-8.
  - Jean Flori, La guerra santa. La formazione dell'idea di crociata nell'Occidente cristiano, il Mulino, Bologna 2009, ISBN 978-88-15-13194-2.
  - Tradotto in italiano (2003), in spagnolo (2003).
- Les Croisades, Paris, (éd. Gisserot), 2001, 124 p. ISBN 2-87747-542-5.
  - (IT) Jean Flori, Le crociate, Bologna, il Mulino, 2015, ISBN 9788815259448.
- Philippe Auguste, la naissance de l'État monarchique, Paris, (éd. Tallandier), 2002, 159 p. (seconda edizione nel 2007)
- Guerre sainte, jihad, croisade. Violence et religion dans le christianisme et l'islam, Paris, 2002 (éd. du Seuil, coll. « Point Histoire ») n° H 309, 333 p. ISBN 2-02-051632-2.
  - Tradotto in spagnolo (2004), in rumeno (2003), in arabo (2004).
- Aliénor d’Aquitaine. La reine insoumise, Paris, (éd. Payot), 2004, 544 p. ISBN 2-7028-9418-6.
  - Tradotto in spagnolo (2005), in inglese (2007).
- L'Islam et la fin des Temps. L'interprétation prophétique des invasions musulmanes dans la chrétienté médiévale, Paris, (éd. du Seuil), 2007, 444 p. ISBN 978-2-286-02979-1ISBN 978-2-286-02979-1).
- Bohémond d'Antioche, chevalier d'aventure, Paris, (editore Payot), 2007.
- La Croix, la tiare et l'épée, Paris (editore Payot), 2007.
- La Fin du monde au Moyen Âge, Paris, (editore J-P Gisserot), 2008, 128 p.
- Les Croisades, Paris (editore Le Cavalier bleu), 2009, collana « Idées reçues ».
- Chroniqueurs et propagandistes. Introduction critique aux sources de la Première Croisade, Genève (editore Droz), 2010.
- Prêcher la croisade. Communication et propagande, XIe – XIIIe siècles, Paris (editore Perrin), 2012.